# タッコク!!!
『タッコク!!!』は『週刊少年サンデー超』で2009年4月号から2011年2月号まで連載された福地翼による漫画作品。

## 概要
タイトルの通り、「卓球」や「（愛の）告白」を取り入れた異色のスポーツ漫画である。話数のカウントは「●告目」。週刊少年サンデー2008年13号に読み切りとして掲載され、一部の設定を変更して連載化された。

## ストーリー
幼馴染のカコとの約束を守るべく、日本に帰って来たガク。しかし、そこには「卓球告白法」という法律の壁が存在し……!?

## 用語
卓球告白法（タッコク）
時の総理大臣、大泉洋一郎が発案した法律。もともと、日本卓球界の才能を育成し、卓球大国チェイナに勝つための法律として卓球狂の大泉が思いついた。若者を育成するには「恋」の力が不可欠であると発言し、10年前に成立。
10歳から18歳に適用され、「好きな人に卓球の試合を申し込み、それに勝つと強制的にその相手と付き合うことができる」というもの。タッコクを介した付き合いでなければ、好きな人に触れることすら禁じられている（触れるとジャッジマンのおしおきがある。）。また、国内に居る人であれば外国人にも適用される。同じ相手に30連敗すると以後半年その相手には卓球を申し込めないが、「卓球追試験」を突破することで回避できる。
実は地球侵略を宣言した宇宙人への対抗策として設立した法案でもある。
略奪卓球
既にタッコクでカップルが成立している場合、勝負を申し込み卓球で勝利することでそのカップルの異性を奪い取ることができるというルール。
卓球追試験（タッコクエスト）
前述の禁を免除するため、国が選び抜いた5人の精鋭との勝ち抜き戦を行う。1回でも負けるとそこで失敗となる。

ジャッジマン
政府が開発した有機ロボット。「好きな人に触れる」というタッコクのルール違反を監視し、ルールを破った人にお仕置きを執行する（電気銃で攻撃する、飛び蹴りをする、目つぶしをするなど）。ターゲットが逃走してお仕置きできない場合、凶悪性が増す。これまでA-21(アニー)とP-65(プルコ)の2タイプが登場している。電池は3時間持つ。
ポストマン
ジャッジマンから派生した情報伝達係。

## 登場人物

### 主要人物
丸の内ガク
今作の主人公。中学2年生。流星中学校2-B所属。 10年前のカコとの約束を果たすため日本に帰って来た帰国子女。今までに約190の国を訪れたらしい。カコに転校初日で告白するも卓球告白法という法律の壁があることを知り、タッコクでカコに勝とうと奮闘する。海外生活のキャリアで培った様々なスキルを駆使して勝負する。額に「×」の傷がある(ヌーに轢かれたらしい）。身体がとても柔らかい。
カコに30連敗し九条の元で修行後、タッコクエストで必殺技オルドライブを習得。その後大泉元総理との初対面ののちカコにタッコクを申し込み、善戦するも敗北。大泉の勧めで学園AAAに転入する。
珠野カコ
今作のヒロインで、中学2年生。ガクの幼馴染でありクラスメイト。4歳の時、ガクと将来を誓い合った。
10歳の時、初めてのタッコクに負けそうになった際卓球の才能に目覚め、九条の指導によって他の男子に勝利し続けるうちに中学生卓球ランキング全国1位になった。「はわー」が口癖のドジッ子。毎話ほぼ必ず泣く。ガクとの関係は正式に付き合っていないにも関わらず既にバカップル状態。
実はその正体は地球育ちの宇宙人。黒幕である父親により自身が宇宙人である（アブダクション含む）記憶を消されていた。
ビックバンクラッシャー
カコの最強の技。打ちごろの球を見ると無意識に放ってしまう。ラケットを破壊するほどの威力を持ち、ムーコ曰く「岩をも砕く」。ただし、放ったあとは1ターン行動できなくなる。
センチメンタルメンチカツ
必殺ナンバー17。ボールの回転による卓球台との摩擦で生み出されるメンチカツのような香りにより、センチメンタルな幻覚を発生させる技。
ギザギザぽてち
必殺ナンバー8。空中を球がギザギザの弧を描いて飛んでいく。
轟ムーコ
カコの親友で、中学2年生。ガクのクラスメイト。比較的常識人で、主にツッコミ役。
転校初日のガクにスカートをめくられたことから「変態」呼ばわりするようになったが（当のガク曰く「ポポ族から教えて貰った挨拶」らしい）、他のカップルを成立させるために協力する一部始終を目撃し、ガクを見直すようになった。飛行機に乗れない。父親は少女漫画家。実はコスプレマニアで、寝巻すらもコスプレ衣装にしている。「私のコスプレは、心のコスプレ」という名言まで言わせたものであり、メイドのたしなみは完璧。眼鏡を外すと弱気になってしまう。
堂島ヒカリ
中学2年生。「道頓堀のイフリート」の異名を持つ大阪人。犬が苦手。ムーコと同じくツッコミ担当。
空港で犬に吠えられているところを帰国直後のガクに助けられ、一目惚れする。素性を突き止めて押しかけるなりタッコクを挑むが敗れ、わざわざ大阪から流星中に転校してきた。得意技は「たこ焼きボンバー」（卓球の球を超高速で回転させ、ボールを高温にして打つ。相手のラケットのラバーを溶かすほどの高温になる）。父親は警察で、機密情報などを乱用している。
菅原ギガ
中学2年生。「別れさせ屋」のグループ「ネスト」の元No2。
天涯孤独の身で、この世に本物の愛が存在しないことを証明するため一人で別れさせ屋をやっていた。略奪卓球というルールと「テーブルの上でボールが相手のラケット及び身体の一部に当たると自分の得点になる」というルール(進路妨害/オブストラクション)を利用し、相手の前歯や鼻、頬骨を狙って打って甚振り、降参させカップルを自然消滅させ続けた。不良達と出会ってからは勢力を拡大した。
アースを外すと「雷獣戯画(らいじゅうモード)」となり、身体から電気を発する。その状態で拳を使ってボールを打ち返し、相手を電撃で痺れさせる（「手首から先に当たって跳ね返り、相手のコートに入った場合返球が認められる」のは、実際のルールに則っている）。「愛」を毛嫌いしていたがガクに敗れ、ガクに「愛」を教えてもらうため流星中2-Bに転校、ガクの弟子となる。
シュヴァルツ・グロス
通称：シバ。ドイツ卓球ランキング1位。ドイツのハンブルク出身で、日本の漫画・アニメ文化に興味を持ち、観光にきているらしい。いわゆるオタク。『メタモさん』というフィギュアを片手に、腹話術のように話す。
一方で、カコの腕を試すために日本に来ているような発言もしている。卓球の腕前は高く、カコの「ビックバンクラッシャー」を難なく打ち返した。（本人曰くカコは「ボクと互角レベル」。）額にガクと同じ「×」の傷があるが、ガク達と会ったときは眼鏡で傷を隠していた。卓球追試験(タッコクエスト)や大泉元総理とも関係がある。
龍神ミサキ
日本卓球ランキング3位の実力者。学園AAA編でのヒロイン。

### 流星中学校
宮崎サチ
影の薄さにコンプレックスを持つ少女。2-D所属。物理が得意で、「ベルヌーイの定理」や「ドップラー効果」などを取り入れた技を使う。その影の薄さは、相手にぶつかられても気がつかれなかったり、目の前に立っていても気がつかれなかったりするほど。
「自分の存在する理由」が分からずに途方に暮れていたところ、ガクだけは自分を見つけてくれて接してもらったことで、「ガクと一緒にいることが自分がここに存在する理由」だと思い、ガクにタッコクを申し込む。「霧の情熱（ミストパッション）」という技でガクを追い詰めるが、トリックを見破られ敗北。しかしその直後同級生達に見直され、ガクへの思いから身を退いた。その後はガクを応援したり、悲しみに暮れていたカコを後押ししたりした。
織田ノブオ、杉浦コウ
流星中学校の生徒会長と書記。風邪をひいたカコをさらに弱らせ、彼女をタッコクで倒そうとしたが、ガクの登場で活性化したカコの前に敗れる。
社モモコ
2-E所属。人間の観察能力に優れていて、人より洞察力が優れている。また、人の悩みを見抜く才能がある。誰かが悩んでいると放って置けないお人よしな性格なため、悩んでいる人を見ると一番その人のためとなるアドバイスをしていたが、一蹴され続けていた。そこで友達のリコに勧められてもんもこ口寄せと称して人の悩みを聞いていた(実際は霊を降ろしたり口寄せをしたりということは全て嘘だった)。だがこれが発覚してから後も、真剣に悩み相談を受けていたことは認められて、悩み相談を受け続けることとなった。
巫女の芝居をしているうちに芝居にハマり、ハリウッド女優を志す。世界中を回ったガクが自分に相応しいと考えタッコクを申し込んだ。飛んできた球を巫女装束の袖に入れると同時に袖口からネズミ（チュー太郎）を放ち、相手のコートで高速で走らせボールに見せかける「モンモコクリ」という技を使ったが、ガクに見破られ反則負けした。
サチとは違いガクを諦めたわけではなかったが、「未来の夫を助けるため」と言ってガクに必殺技を持つようアドバイスし、後悔した。

### タッコククエスト
アーク・陵
ステージ1「白の間」の敵。ジャンケンが凄く弱い。名前の元ネタは悪霊から。
牛野サク
ステージ2「谷の間」の敵。大学生で、大学でのあだ名は「ウッシー」。
きまぐれ仮面
ステージ3「獣の間」の敵。その正体はクビになったジャッジマン「プルコ」。
酒井出ヨシロウ
ステージ4「酔の間」の敵。1コマで終わった。
ナノ・ブルックス
タッコクエストのナビゲーター兼ステージ5「守の間」の敵。

### 学園 AAA
世界各国の卓球ランキング上位者を集めた学園。
王・マオ
チェイナ卓球ランキング1位。
熊田プータロー
日本卓球ランキング5位。
虎堀ジョンタ
日本卓球ランキング4位。
栗鼠中テト
日本卓球ランキング2位。
ウラ・ロート
ドイツ卓球ランキング2位。
スネーク・モリス
アメリカ卓球ランキング2位。

### その他の登場人物
雲柳寺サイゾー
日本のアイドルグループ「シャイズ」のリーダー。かなりのナルシスト。
昔は太めの体形をしたいじめられっ子で、「ダサイゾー」と呼ばれていた。数年前にカコとのタッコクで負けた事により、彼女にリベンジするために日々特訓に明け暮れていたある日、痩せた自分がイケメンだということに気が付く。それからは自分を磨き続け、さらなる注目を浴びるには国民的アイドルとなったカコを利用しようと考えるがフラれ、ガクに交換条件を提示し勝負するも敗れる。その後、ガクにカコの「秘密」を教えようとしたが、カコのスマッシュを受け吹っ飛ばされた。
肩に、カコと最初に勝負した時についた独特のボール傷がある。超眼力を持ち、美麗時間（イッツ ア ビューティフル アワーズ）という技を使う。
佐々木チカ
タッコクの審判。ガクに恋心を抱いたことがある。
九条
カコの師匠。公園の真ん中に家の入り口があり、家は地下室になっている(違法建築）。ガクやカコ、ヒカリの熱意によって、ガクを初めての男の弟子として迎え入れ、タッコクエスト用の特訓を行った。昔は有名な卓球の選手だったらしい。ロリコン。

## 単行本
1. 2009年9月17日 ISBN 978-4-09-121756-1
2. 2010年1月18日 ISBN 978-4-09-122140-7
3. 2010年5月18日 ISBN 978-4-09-122317-3
4. 2010年9月17日 ISBN 978-4-09-122536-8
5. 2011年1月18日 ISBN 978-4-09-122776-8
6. 2011年4月18日 ISBN 978-4-09-122867-3